# 伊勢ヶ濱部屋

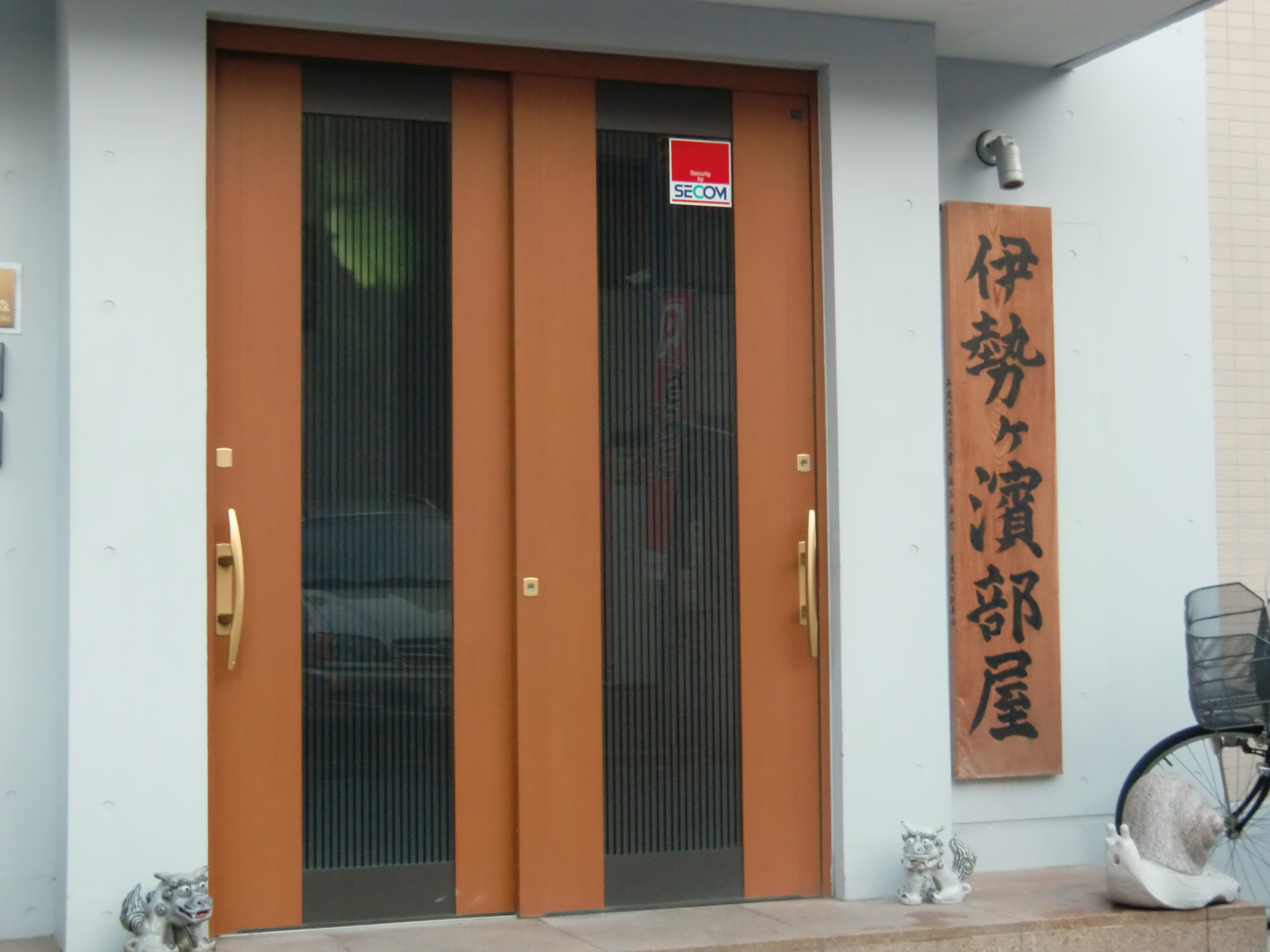
伊勢ヶ濱部屋

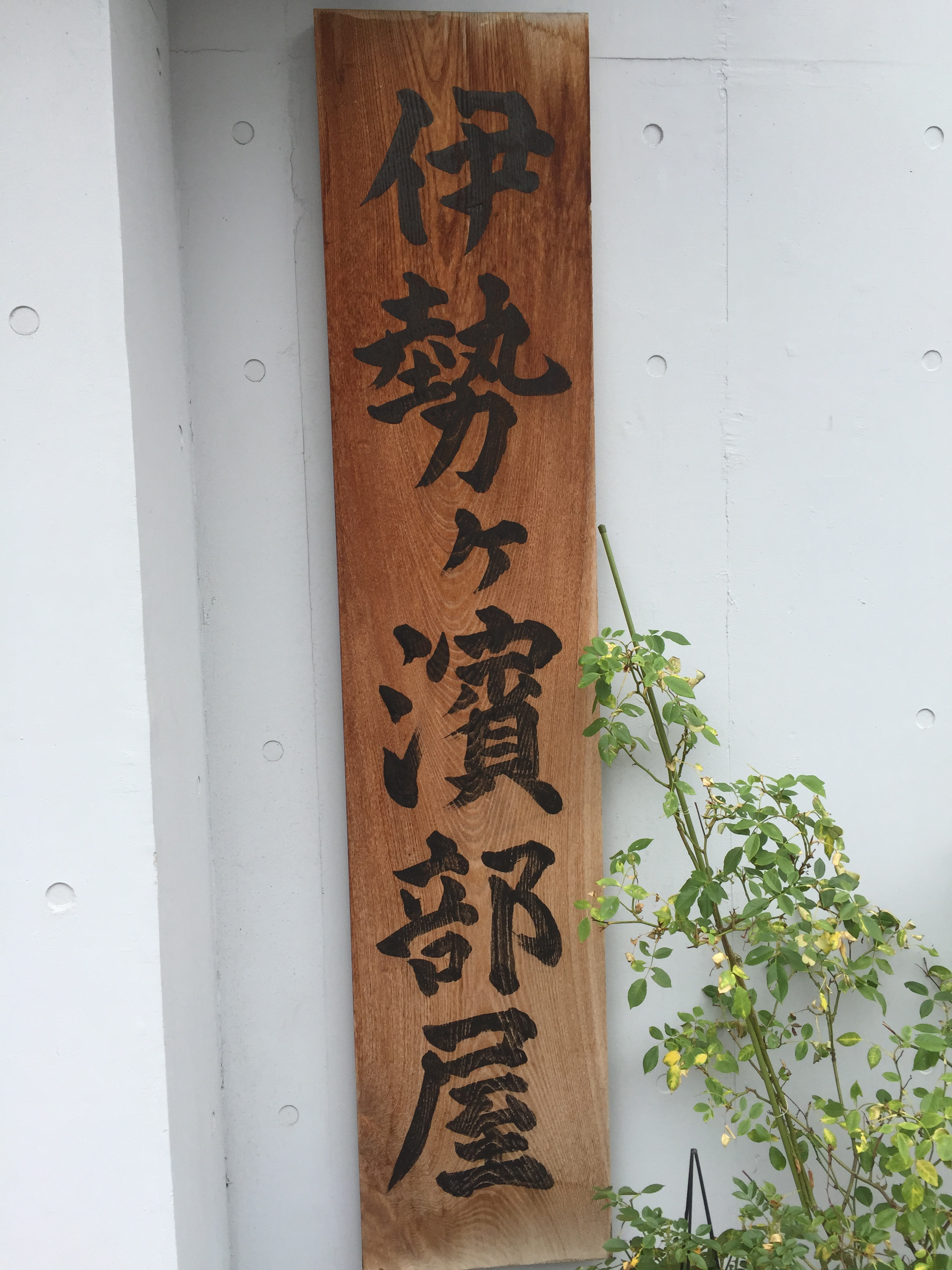
伊勢ヶ濱部屋の看板

伊勢ヶ濱部屋（いせがはまべや）は、日本相撲協会所属で伊勢ヶ濱一門の相撲部屋である。前身の安治川部屋（あじがわべや）についても併せて記述する。　　

## 歴史

### 安治川部屋時代
現役時代は宮城野部屋に所属していた元関脇・陸奥嵐は、1976年（昭和51年）3月場所限りで現役を引退し、年寄・3代安治川を襲名した。3代安治川は年寄襲名後に宮城野部屋から友綱部屋へ移籍した後、1979年（昭和54年）4月に独立して安治川部屋を創設した。1990年（平成2年）7月場所後に春日山部屋が16代春日山（元幕内・大昇）の停年（定年）退職に伴って閉鎖されたため、幕内・春日富士らを引き取り、春日富士は安治川部屋で初めての関取になったものの、生え抜きの関取を誕生させることはできないまま、1993年（平成5年）4月に3代安治川は健康問題を理由に廃業した。
3代安治川の廃業に伴い、同郷出身で現役時代は大島部屋に所属していた第63代横綱・旭富士が4代安治川を襲名して部屋を継承した。継承後に先代からの弟子である陸奥北海が十両に昇進した。1997年（平成9年）7月に春日富士改め20代春日山が独立し、春日山部屋が再興された。2000年（平成12年）には4代安治川の直弟子の安美錦が関取に昇進、その後安壮富士、安馬が後に続いて関取になった。

### 伊勢ヶ濱部屋時代
1929年（昭和4年）に5代伊勢ヶ濱（元関脇・清瀬川）によって創設された伊勢ヶ濱部屋は2007年（平成19年）2月1日付で閉鎖となり、その名前が消滅していた。4代安治川は同年11月30日に9代伊勢ヶ濱に名跡変更したため、同時に部屋名称は安治川部屋から伊勢ヶ濱部屋へと改称された。なお、旧・伊勢ヶ濱部屋は旧・伊勢ヶ濱一門を構成していたが、安治川部屋は旧・立浪一門からの派生であり、系統としては異なっている。
2008年（平成20年）1月場所終了後に9代は、所属力士のうち幕下以下の力士について四股名の「安」を全員外し改名すると発表し、同年3月場所より幕下以下の力士は1人を除いて全員が改名した。呼出2人と床山1人も同時に改名した。また、9代は幕内・十両経験者の力士についても「昇進など改名する条件に合えば改名する」と明言し、同年11月場所後に安馬が大関に昇進すると、安馬の四股名について「安い馬では困る」として、日馬富士と改名した。その後、安壮富士は2011年（平成23年）1月場所限りで引退、安美錦も2019年（令和元年）7月場所で現役を引退したため四股名に「安」の付く力士はいなくなり、現在は接尾辞に「富士」の付く力士が多い。
2012年（平成24年）9月場所後に日馬富士が第70代横綱に昇進し、部屋から初めての横綱が誕生した。2013年（平成25年）3月25日付で間垣部屋、2015年（平成27年）2月1日付で朝日山部屋を吸収し、このうち間垣部屋から移籍してきた照ノ富士（間垣部屋時代の四股名は若三勝）は2021年（令和3年）7月場所後に第73代横綱に昇進した。朝日山部屋からは、2007年1月に閉鎖された旧・伊勢ヶ濱部屋に入門した力士らも移籍してきた。
2022年（令和4年）6月14日、女将の杉野森淳子が力士以外で相撲振興に寄与した人に与えられる「永楽相撲功労賞」（永楽倶楽部主催）を受賞。
2022年12月1日には、部屋付き親方である8代安治川（元関脇・安美錦）が分家独立する形で安治川部屋を再興した。
2024年（令和6年）3月28日、元幕内北青鵬の暴行問題に関連して、13代宮城野（元横綱・白鵬）に対する「師匠、親方の指導教育」を実施するため伊勢ヶ濱一門預かりとなった宮城野部屋に所属する協会員全員を、同年4月以降伊勢ヶ濱部屋が無期限で受け入れることが決定した。宮城野部屋からの預かり弟子を含め約40人の大所帯となったことで、朝稽古が序ノ口から始めて幕内まで午前8時から午後0時半までと4時間を所要し、風呂の順番待ちは1時間半にもなるなど、部屋施設の受け入れキャパシティの限界を超えたことによる想定外の事態が起こった。一方、角界一の大部屋とあって、タニマチや食糧事情は非常に充実しているという声もある。
2025年（令和7年）6月2日、日本相撲協会の臨時理事会で、部屋付きの現役名年寄・照ノ富士が6月9日付で10代伊勢ヶ濱を襲名し、伊勢ヶ濱部屋を継承することが承認された。9代伊勢ヶ濱は6月9日付で14代宮城野に名跡を変更し、13代宮城野は日本相撲協会を退職する。13代宮城野が日本相撲協会を退職することになったが、宮城野部屋関係者は引き続き伊勢ヶ濱部屋預かりとなる。

## 稽古の厳しさ
伊勢ヶ濱部屋の稽古の厳しさは、現代の相撲界の中でも有数のものとなっている。相撲部屋の稽古は年々緩くなっている中、他の部屋は1日約40～50番で済ます所、伊勢ヶ濱部屋は1日に100番以上稽古を課すという。

## 不祥事
2022年12月26日、日本相撲協会の臨時理事会において、伊勢ヶ濱部屋内で2名の幕下以下力士（以下、協会発表に則り、AおよびCと表記する）により、別の幕下以下力士（以下、Bと表記する）に対する暴行事案が判明し、その引責により、9代伊勢ヶ濱は理事の辞任届を提出し、受理された。協会が発表した内容は以下の通りである。
- 発覚の経緯は、令和4年（2022年）11月7日、親族から電話で力士が暴行を受けているとの連絡が協会に寄せられ、翌8日にも被害力士Bが直接電話で協会に相談が寄せられたことから、事態を重く見た協会は調査の開始を決定し、9代伊勢ヶ濱に対し被害力士Bを11月場所を休場させて一時帰省させることを指示した。同年12月1日、協会の八角理事長はコンプライアンス委員会に事実関係の調査と処分意見の答申を委嘱した。
- 幕下以下力士Aは、弟弟子である被害者の幕下以下力士Bが、普段から兄弟子の指示を聞かず、反抗的であるとして腹を立てていたところ、令和4年（2022年）4月下旬頃、部屋の稽古場において、Bに対し、その頭部を腕立て伏せ用の補助具（角材）で1回殴打する暴行を加えた。また、同年7月上旬頃、名古屋場所宿舎のちゃんこ場において、AはBに対し、その腹部を4～5回げん骨で殴打した上、うずくまったBの腹部を2回くらい足で踏みつける暴行を加えた。さらには、同年8月7日頃、部屋のちゃんこ場において、Bに対し、その背中にちゃんこの湯をかける暴行を加え、火傷を負わせた。
- Aに関しては「わずか4～5か月の間に、3回にもわたって暴行を繰り返し、その態様も角材を用い、あるいは熱湯をかけて火傷を負わすという悪質なものであって到底許されるものではない」とされ、「Aを協会員として残すという選択肢はないといわざるを得ず、引退勧告の懲戒処分が相当」とコンプライアンス委員会が処分案を具申していたが、Aは、事態の重大性を認識・反省し、被害者Bに対する謝罪の念を表明したうえで、伊勢ヶ濱親方と相談した結果、相撲界から身を引く決断をし、師匠が引退届を提出。協会はAの引退届を受理し、処分は下されなかった（ただし、引退勧告の懲戒処分相当であることを確認）。
- 幕下以下力士Cは、令和4年（2022年）7月上旬頃、名古屋場所宿舎のちゃんこ場において、Bに対し、その腹部等を4～5回げん骨で殴打した。既に、Aによる暴行を受けていたBに対し、同人がまだ反抗的な態度を示していると決めつけて、一方的に更なる暴行を加えたものである。
- Cに関しては「Bに対する暴行は1回に止まり、兄弟子のAによる暴行に触発されて偶発的に暴行に及んだとの側面もある。また、暴行に及んだ後すぐに、CはBに対して謝罪しており、調査においても、如何なる処分も受ける旨真摯に反省した」ことから、「その将来性も考慮し、出場停止の懲戒処分が相当」とコンプライアンス委員会が処分案を具申、最終的に理事会で処分が了承され、Cについては令和5年（2023年）1月場所および3月場所の出場が停止となった。
- 部屋の師匠である9代伊勢ヶ濱については、A及びCの師匠として、同人らが、相撲協会暴力禁止規程に規定される禁止行為を行うことがないように監督すべき立場にあるから、同規程の「禁止行為を行った者を監督すべき立場にあるのに監督を怠った」との懲罰事由に該当すると認められ、同親方は暴力行為防止に対する指導を行っていたと主張するも、AによるBへの継続的な暴行が行われ、Bも親方への相談の形跡が見られない事から、「伊勢ヶ濱親方による指導は表面的なものであって、弟子らに浸透していなかったというほかなく、その監督懈怠は明らか」とされた。また、ちゃんこの熱湯をかけて火傷を負わせた案件については「事実を把握していながら、相撲協会に報告していなかった」。さらに、過去には「弟子である横綱日馬富士による暴行事件を防げなかった」ことも考慮され、コンプライアンス委員会の具申において「公益法人であり、かつ、暴力根絶を誓った相撲協会の理事の職にとどまらせることは不適当というべきであるから、降格の懲戒処分（評議員会に対する理事解任決議の上申）が相当」とされた。最終的に9代伊勢ヶ濱については、理事会において理事辞任届を受理された（ただし、降格の懲戒処分相当であることを確認）が、1月に更新された日本相撲協会の職務分掌において、理事から役員待遇委員に2階級降格となった[21]。

## 所在地
- 東京都墨田区立川2-1-18 Pista森下202

## 師匠
安治川部屋時代
- 3代：安治川 寛章（あじがわ ひろあき、関脇・陸奥嵐、青森）
- 4代：安治川 正也（あじがわ せいや、63代横綱・旭富士、青森）

伊勢ヶ濱部屋時代
- 9代：伊勢ヶ濱 正也（いせがはま せいや、63代横綱・旭富士、青森）
- 10代：伊勢ヶ濱 春雄（いせがはま はるお、73代横綱・照ノ富士、モンゴル）

## 部屋付き親方
- 楯山歓之（たてやま よしゆき、前頭6・誉富士、青森）
- 間垣喜翔（まがき よしと、前5・石浦、鳥取）※宮城野部屋から移籍
- 宮城野正也（みやぎの せいや、63代横綱・旭富士、青森）※先代師匠

## 力士

### 現役の関取経験力士
- 宝富士大輔（関脇・青森）9代、10代伊勢ヶ濱弟子
- 翠富士一成（前1・静岡）9代、10代伊勢ヶ濱弟子
- 熱海富士朔太郎（前1・静岡）9代、10代伊勢ヶ濱弟子
- 錦富士隆聖（前3・青森）9代、10代伊勢ヶ濱弟子
- 尊富士弥輝也（前4・青森）9代、10代伊勢ヶ濱弟子
- 炎鵬友哉（前4・石川）9代、10代伊勢ヶ濱弟子 ※宮城野部屋から移籍
- 伯桜鵬哲也（前4・鳥取）9代、10代伊勢ヶ濱弟子 ※宮城野部屋から移籍
- 草野直哉（前14・熊本）9代、10代伊勢ヶ濱弟子
- 天照鵬真豪（十10・三重）9代、10代伊勢ヶ濱弟子 ※宮城野部屋から移籍
- 川副圭太（十13・熊本）9代、10代伊勢ヶ濱弟子 ※宮城野部屋から移籍

### 横綱・大関

#### 横綱
- 日馬富士公平（70代・モンゴル）4代安治川→9代伊勢ヶ濱弟子
- 照ノ富士春雄（73代・モンゴル）9代伊勢ヶ濱弟子 ※間垣部屋から移籍

### 幕内

#### 関脇
- 安美錦竜児（青森）4代安治川→9代伊勢ヶ濱弟子

#### 前頭
- 春日富士晃大（前1・宮城）3代、4代安治川弟子 ※春日山部屋から移籍
- 照強翔輝（前3・兵庫）9代伊勢ヶ濱弟子
- 誉富士歓之（前6・青森）9代伊勢ヶ濱弟子
- 安壮富士清也（前13・青森）4代安治川→9代伊勢ヶ濱弟子

### 十両
- 陸奥北海勝昭（十6・北海道）3代、4代安治川弟子

### 幕下以下
著名な力士のみを記載する。
- 富栄龍太郎（下6・兵庫）9代伊勢ヶ濱弟子、引退後は「富栄ドラム」の芸名で俳優として活動中
- 安大ノ浪亮（二94・兵庫）4代安治川弟子、引退後は「めっちゃ」の芸名でお笑い芸人として活動中